# Richard Dvořák
Richard Dvořák (28. prosince 1913 Křešice – 13. května 2009 Praha) byl český a československý ekonom, diplomat a politik Komunistické strany Československa, poúnorový poslanec Národního shromáždění ČSR a Národního shromáždění ČSSR a ministr vlád Československa.

## Biografie
Pocházel z dělnické rodiny. Vystudoval obchodní akademii a Svobodnou školu politických nauk. V letech 1934–1937 působil jako obecní úředník v Podmoklech. Před druhou světovou válkou pracoval v letech 1937–1939 coby úředník v zahraničním oddělení České banky. Už za první republiky byl aktivní ve Svazu přátel Sovětského svazu. Za války byl v letech 1939–1945 vězněn v koncentračním táboře Buchenwald.
Bezprostředně po válce pracoval v období let 1945–1946 v Živnobance. Pak se věnoval profesionální politické dráze. V letech 1946–1948 byl předsedou ONV v Chebu a členem předsednictva OV KSČ. Pak se stal členem předsednictva Krajského výboru KSČ v Karlových Varech. V letech 1949–1952 byl náměstkem ministra zahraničního obchodu. Ve vládě Antonína Zápotockého a Viliama Širokého a druhé vládě Viliama Širokého byl v letech 1952–1959 ministrem zahraničního obchodu. V letech 1959–1963 zastával post velvyslance Československa v SSSR, od počátku roku 1963 byl vedoucím Ústřední správy pro rozvoj místního hospodářství.
V letech 1963–1967 pak zastával post ministra financí ve vládě Jozefa Lenárta. Roku 1967 byl převeden do diplomatických služeb. Mezi lety 1967–1971 působil jako velvyslanec v Indii, akreditovaný také pro Nepál. V Indii zažil sovětskou invazi do ČSSR. Ačkoliv proti vstupu vojsk v intencích vlády protestoval, zůstal jedním z mála velvyslanců, kteří nebyli po začátku normalizace odvoláni. Později byl ještě v letech 1971–1976 velvyslancem v NDR.
Zastával i vysoké stranické funkce. XI. sjezd KSČ ho zvolil kandidátem Ústředního výboru Komunistické strany Československa. XII. sjezd KSČ ho zvolil členem ÚV KSČ a XIII. sjezd KSČ do funkce člena Ústřední kontrolní a revizní komise KSČ.
Zasedal v nejvyšších zákonodárných sborech Československa. Ve volbách roku 1948 byl zvolen do Národního shromáždění za KSČ ve volebním kraji Karlovy Vary. Mandát získal i ve volbách v roce 1954 (volební obvod Karlovy Vary) a zasedal zde až do konce funkčního období parlamentu, tedy do voleb v roce 1960. Opětovně získal mandát ve volbách v roce 1964 (nyní již jako poslanec Národního shromáždění ČSSR). Zde setrval do 8. srpna 1968, kdy rezignoval.